# The Wheel in Space
The Wheel in Space (La Rueda en el espacio) es el séptimo y último serial de la quinta temporada de la serie británica de ciencia ficción Doctor Who, emitido originalmente en seis episodios semanales del 27 de abril al 1 de junio de 1968. Este serial marca la primera aparición de Wendy Padbury como la nueva acompañante Zoe Heriot. También apareció Deborah Watling al principio del episodio como la anterior acompañante Victoria Waterfield, pero solo en imagen de archivo procedente del serial anterior, Fury from the Deep, a pesar de lo cual se la acreditó en los títulos del serial como si fuera una aparición inédita.

## Argumento
Una explosión en el enlace de fluido de mercurio obliga al Segundo Doctor y Jamie McCrimmon a evacuar la TARDIS para evitar las fugas de mercurio, y hasta que éste pueda reemplazarse, la nave está inservible. Se encuentran en un vehículo espacial, desierto aparte de un servo-robot. El robot detecta a los intrusos, y en respuesta saca al cohete de su viaje sin rumbo. El cambio brusco de rumbo provoca que el Doctor se golpee en la cabeza, dejándole inconsciente por un momento. El robot también lanza un grupo de vainas con forma de huevo al espacio, y los extraños objetos se dirigen hasta una nave cercana con forma de rueda gigante, pegándose a su exterior como si tuvieran voluntad propia. Cuando el robot se vuelve agresivo, Jamie tiene éxito al destruirlo, pero el Doctor está muy débil y se desploma.
La Rueda es una estación espacial de la Tierra que observa fenómenos en el espacio profundo y está poblada por una pequeña tripulación internacional. Los miembros de la tripulación se preocupan por las repentinas caídas de la presión que, sin que ellos lo sepan, coinciden con el momento en que las vainas se pegaron al exterior de la Rueda. El controlador Jarvis Bennett también está preocupado porque el Silver Carrier, una nave de suministros perdida 80 millones de millas fuera de rumbo, de repente ha aparecido cerca y no responde a los contactos de radio. Decide destruirla con el poderoso rayo láser de la Rueda.
Jarvis solo se detiene cuando oyen un ruido sordo desde la nave. Jamie ha logrado alertarles de su presencia en el Carrier, y poco después él y el Doctor inconsciente son rescatados y llevados a la Rueda. Mientras en la enfermería la Doctora Gemma Corwyn cuida del Doctor, Jamie recibe una visita guiada por la joven librera de parapsicología Zoe Heriot.
Gemma se da cuenta de que Jamie les ha mentido, así que Bennet sigue sospechando de los recién llegados, temiendo que puedan ser saboteadores que se oponen al programa espacial. Decide usar el rayo láser en el Carrier ahora que los dos refugiados han sido rescatados, sin saber que la TARDIS aún está a bordo. Jamie interviene y sabotea el láser con un poco de plástico. Mientras tanto, en el cohete, dos vainas similares a las que se pegaron a la Rueda, absorben energía de su alrededor. Una mano plateada de tres dedos sale de una de ellas.
El sabotaje del láser de Jamie solo enfurece aún más a Bennett, especialmente porque probablemente hay una lluvia de meteoritos dirigiéndose a la Rueda, y ahora no tienen forma de repelerla. Así, Jarvis confina a Jamie y al Doctor en la enfermería. Cuando el Doctor se recupera no aprueba la acción de Jamie. Aún está aturdido y confuso, pero está convencido de que un peligro terrible surgió del Silver Carrier. Zoe ha calculado que la nave no se desvió a su sector, sino que alguien la pilotó hasta allí a propósito. La tripulación de la Rueda, sin embargo, están más preocupados por la lluvia de meteoritos inminente.
Sucede que las dos vainas grandes contenían Cybermen, que discuten sus planes con el cyberplaneador (una unidad inmóvil que está en control de ellos) por un videocomunicador. Las vainas pequeñas que enviaron a la Rueda contenían Cybermats y las enviaron para consumir las barras de bernalium de los almacenes de la Rueda. El bernalium es esencial para dar energía al rayo láser. Los Cybermen han provocado deliberadamente que la estrella en Messier 13 se convierta en nova, así forzando a la Rueda a buscar en sus almacenes de bernalium, solo para encontrar que ha desaparecido. Cuando esto ocurra, los Cybermen esperan que la tripulación se dirija al Silver Carrier para buscar una fuente de bernalium alternativa, y al llevárselo a la Rueda se llevarán una sorpresa dentro.
El ingeniero Bill Duggan de hecho ha notado los almacenes vacíos y la presencia de los Cybermats. Su lentitud de reacción provoca que otro tripulante, Kemel Rudkin, caiga víctima de los Cybermats. Jarvis Bennet entra en pánico ante la situación, destituyendo a Duggan de su cargo e imponiendo controles más estrictos. El Doctor tiene una solución más práctica. Usa la máquina de rayos X para escanear una planta que Rudkin llenó con un plástico en spray, rebelando un Cybermat. Jarvis envía a dos hombres, Laleham y Vallance, al Silver Carrier para buscar el bernalium. Una vez allí, los Cybermen se revelan y toman control de sus mentes, ordenándoles que les lleven a la Rueda y les ayuden.
Laleham y Vallance llevan los cajones de bernalium a la Rueda con dos Cybermen dentro. La farse funciona y los cajones pronto están a bordo de la Rueda. El Doctor y Jamie intentan avisar al Dr Corwyn y Bennet, pero el controlador no acepta el peligro. De hecho, la doctora Gemma Corwyn, que se ha aliado al Doctor, teme por la salud mental de Bennett, ya que no parece capaz de soportar el estado de la situación. Con el tiempo, su comportamiento parece ir haciéndose más y más extraño y enajenado de la realidad.
Duggan y Leo Ryan están encantados de tener acceso a una nueva fuente de energía para el láser, que están reparando poco a poco. Los Cybermen al salir matan a un ingeniero llamado Chang que va a ver los suministros de bernalium. Se deshacen de su cuerpo en un incinerador de basura. Laleham y Vallance llegan al láser con el bernalium de Duggan, que también cae en el mismo control mental y se convierte en el tercer agente de los Cybermen. Duggan recibe el encargo de destruir la comunicación de la Tierra. Destroza el panel de control y es disparado por Leo Ryan.
Mientras tanto, el Doctor ha deducido que la aparición fortuita del bernalium no ha sido casualidad. También ha decudido que Duggan estaba bajo control mental, y enseña a la Dra. Corwyn a usar un transistor básico pegado a los cuellos de la tripulación como forma de repeler este proceso. El Doctor y Jamie van a la bahía de carga y descubren el fondo falso del cajón, lo que confirma la presencia de los Cybermen a bordo de la Rueda. Tras ellos, un Cyberman se acerca por las escaleras, aunque no les detecta y se marcha con algo de bernalium. Sin embargo, les emboscan los Cybermats. La tripulación usa una onda sónica para desactivar a todos los Cybermats a bordo. Gemma y Zoe muestran a Jarvi un Cybermat muerto, pero este se resiste a creer que están bajo ataque. Gemma releva a Jarvis de su cargo ya que obviamente no está en condiciones de ser el controlador de la estación.
La muerte de Duggan no es obstáculo para los Cybermen, ya que encuentran a otro ingeniero, Flannigan, para reemplazarle. Laleham muere al intentar subyugar a Flannigan cuando Vallance falla con una pistola. Un Cyberman toma control de la mente de Flannigan. Los Cybermen han aprovechado el tiempo reparando el rayo láser, que evidentemente necesitan en funcionamiento. Así cuando los meteoritos están por fin a punto de llegar, podrán repelerlos y destruirlos. Los Cybermen quieren la Rueda intacta para usarla como transmisor de radio para llamar a su ejército. Quieren invadir la Tierra, desesperados por los suministros de mineral del planeta.
La tripulación humana ha logrado reparar por completo el rayo y usarlo para defenderse de los meteoritos. El Doctor decide que necesita un generador de vectores del tiempo, que antes había quitado de la TARDIS. Jamie y Zoe son los elegidos para un paseo espacial hasta el cohete. Gemma les muestra el compartimento estanco, pero se oculta en la sala de oxígeno. Oye hablar a Vallance con un Cyberman de sus planes de envenenar el suministro de aire y logra avisar al Doctor antes de que un Cyberman le mate. Mientras, Jamie y Zoe se ven atrapados en la lluvia de meteoritos.
Leo reconfigura el suministro de aire por secciones, lo que significa que los Cybermen no podrán envenenarlo. Impresionado por la muerte de Gemma, el demente Jarvis Bennet muere cuando busca venganza. Leo asume el mando ya que el Doctor le avisa que hay una enorme flota de naves Cybermen dirigiéndose hacia la Rueda. El cyberplaneador sospecha que alguien a bordo conoce sus métodos. Vallance identifica a todos a bordo, y el cyberplaneador reconoce al Doctor, y decide que debe morir. Jamie y Zoe oyen esta conversación a bordo del cohete y vuelven con el generador de vectores de tiempo para avisar al Doctor.
Los humanos necesitan contactar con la Tierra, pero la misión suicida de Duggan lo ha hecho imposible. Necesitan piezas de repuesto. Flannigan finge ser normal, y dice que se encontrará con el Doctor en el pasillo 6 para dárselos. Esto es un plan de los Cybermen para emboscarle y matarle. El Doctor sospecha esto y va por los túneles de aire hasta la sala de energía para cazarles. Cuando los Cybermen no le encuentran en el pasillo 6, ordenan a Flanningan que vaya a la sala de control y destruya el campo de fuerza. Jamie y Zoe vuelven, y Flannigan les lleva a la sala de control. Le atrapan Leo y Enrico Casali, el oficial de comunicaciones, que rompen su condicionamiento. El Doctor está arrinconado en la fuente de energía por los dos Cybermen y le revelan sus planes. Cuando intentan destruirle, este electrocuta a uno con una máquina que enchufó.
Un gran grupo de Cybermen comienza a rodear la Rueda. Jamie y Flannigan van a la bahía de carga y liberan a Vallance del control de los Cybermen. Flannigan usa el compuesto plástico en un extintor de incendios para matar al último Cyberman, y enciende el escudo deflector, que echa a los Cybermen al espacio. El Doctor usa el generador de vectores de tiempo para aumentar el poder del rayo láser y así destruir la nave de los Cybermen que se acerca.
Con la invasión detenida, el Doctor y Jamie regresan al Silver Carrier con el mercurio que necesitan para reparar la TARDIS. Les acompaña Zoe, que sin hacer ruido se queda como polizona mientras la máquina del tiempo despega. Está decidida a quedarse, y así, para avisarle de los peligros que le esperan, el Doctor usa un dispositivo mental para proyectarle imágenes de su mente en la pantalla, que le cuentan su último encuentro y el de Jamie con los Daleks cuando buscaban el Factor Dalek.

### Continuidad
- El episodio 2 de esta historia muestra la primera vez que el Doctor utiliza su pseudónimo de "John Smith". Jamie McCrimmon creó este alias cuando contestaba las preguntas médicas, al leerlo en una pieza de equipamiento fabricada por John Smith & Associates.
- Se utiliza un fragmento de The Evil of the Daleks (1967) para la secuencia en la que el Doctor le muestra a Zoe, en la pantalla, lo que se puede encontrar si viaja con ellos. Esto se utilizó como una forma de presentar una repetición de The Evil of the Daleks a partir de la semana siguiente a la emisión original de The Wheel in Space. El Doctor usa un fragmento del final del episodio uno del serial, un episodio que ya no existe en los archivos, y de esta forma es el único fragmento de vídeo que existe de ese episodio. Al final, Zoe jamás se encontró con los Daleks en televisión.

## Producción
| Episodio          | Fecha de emisión    | Duración | Espectadores en millones | Estado en el archivo              |
| ----------------- | ------------------- | -------- | ------------------------ | --------------------------------- |
| Episodio 1        | 27 de abril de 1968 | 23:47    | 7,2                      | Solo quedan fotogramas y el audio |
| Episodio 2        | 4 de mayo de 1968   | 22:50    | 6,9                      | Solo quedan fotogramas y el audio |
| Episodio 3        | 11 de mayo de 1968  | 24:25    | 7,5                      | Película de 16 mm                 |
| Episodio 4        | 18 de mayo de 1968  | 24:14    | 8,6                      | Solo quedan fotogramas y el audio |
| Episodio 5        | 25 de mayo de 1968  | 21:55    | 6,8                      | Solo quedan fotogramas y el audio |
| Episodio 6        | 1 de junio de 1968  | 23:10    | 6,5                      | Película de 35 mm                 |
| [ 1 ] [ 2 ] [ 3 ] |                     |          |                          |                                   |

- El título provisional de la historia era The Space Wheel (La rueda espacial)
- Este serial marcó la primera vez que el BBC Radiophonic Workshop hizo la banda sonora.
- Un breve fragmento de este serial se reutilizó en el episodio 10 de The War Games, al final de la siguiente temporada.[4]